# Mejer
 Denne artikel omhandler landbrugsredskaber. Opslagsordet har også en anden betydning, se mejere.
En mejer er et landbrugsredskab, der skærer afgrøder af ved høst, når de er modne.

## Håndmejning
Håndmejning foregår typisk med en le.

## Mekanisk mejning
En mekanisk mejer er en semi-mekanisk mejemaskine, der benyttes til at skære afgrøder.

## Moderne mejning
Moderne mejning foregår ved hjælp af en mejetærsker, der også har indbygget tærskeværk eller ved hjælp af en skårlægger.